# 마르틴 힌테레거
마르틴 힌테레거(Martin Hinteregger, 1992년 9월 7일 ~ )는 오스트리아의 전 축구 선수이다. 과거 오스트리아 축구 국가대표팀에서 수비수로 활약했다.